# Α̈́
Cette page contient des caractères spéciaux ou non latins. S’ils s’affichent mal (▯, ?, etc.), consultez la page d’aide Unicode.
Ne doit pas être confondu avec la lettre latine A tréma accent aigu ‹ Ä́ ä́ › ou la lettre cyrillique a tréma accent aigu ‹ Ӓ́ ӓ́ ›.
L’alpha tréma tonos, α̈́, est une lettre grecque additionnelle utilisée dans l’écriture du grec pontique par certains auteurs.

## Utilisation
En grec pontique, l’alpha tréma tonos est utilisé pour représenter une voyelle pré-ouverte antérieure non arrondie [æ] avec l’accent tonique, par exemple ‹ κοπρα̈́ ›.